# Tamin pseudodrassus
Espèce
Tamin pseudodrassus est une espèce d'araignées aranéomorphes de la famille des Miturgidae.

## Distribution
Cette espèce se rencontre en Malaisie au Sabah et au Sarawak et en Indonésie à Sulawesi ,.

## Description
Le mâle holotype mesure 3,10 mm et la femelle paratype 3,50 mm.

## Publication originale
- Deeleman-Reinhold, 2001 : Forest spiders of South East Asia: with a revision of the sac and ground spiders (Araneae: Clubionidae, Corinnidae, Liocranidae, Gnaphosidae, Prodidomidae and Trochanterriidae. Brill, Leiden, p. 1-591.